# Rosa Acevedo
Rosa María Acevedo Jaramillo (Medellín, 8 de agosto de 1971) es una política y abogada colombiana. 
Concejal del municipio de Itagüí gracias al estatuto de oposición por ser la segunda votación para la Alcaldía de Itagüí 2020-2023. En la actualidad hace parte del Partido Centro Democrático encabezado por el expresidente de Colombia Álvaro Uribe Vélez. Fue Directora Departamental de Transporte y Tránsito de Antioquia entre el 2012 y el 2014.
Se desempeñó como concejala del municipio de Itagüí entre el año 2000 y el 2011. En los años 2011, 2015 y 2019 fue candidata a la alcaldía de Itagüí.

## Vida personal
Rosa Acevedo es hija de Antonio Acevedo y Carmen Jaramillo. Está casada hace 29 años con el itagüiseño Rubén Vanegas con quien construyó un hogar estable y de principios católicos. Es mamá de Estefanía, Manuela y Santiago; además es abuela de Martín y Antonia.
Su infancia transcurrió en el barrio San Fernando del municipio de Itagüí, allí ayudó siempre a su madre en las labores comunitarias y sociales.

### Estudios
Es Abogada de la Corporación Universitaria de Colombia IDEAS. Especialista en Derecho Administrativo de la Universidad Pontificia Bolivariana (2003) además, es Magíster en Gobierno Público de la Universidad de Medellín (2013). Ha participado como conferencista internacional en temas de ciudad, movilidad y seguridad vial.

## Cargos
Se ha desempeñado como:
- Concejal del municipio de Itagüí (2020-2023)
- Directora Departamental de Transporte y Tránsito de Antioquia (2012-2014)[2]
- Presidenta del Capítulo Técnico de Autoridades de Tránsito de la Federación Colombiana de Municipios (2013-2014)[3] (agosto de 2013 hasta agosto de 2014)
- Miembro de la junta directiva de Terminales Medellín (2012-2014)
- Secretaria del Consejo Asesor y Consultivo de Tránsito y Transporte de Antioquia (2014)
- Concejala del municipio de Itagüí en los períodos (2000-2003)(2004-2007)(2008-2011)
- Presidenta del Concejo Municipal de Itagüí (2004)

### Concejala de Itagüí
Rosa Acevedo esta vez es por cuarta vez concejal del municipio de Itagüí, lo fue anteriormente desde el año 2000 hasta el 2011. En el año 2004 luego de haber obtenido la mayor votación como concejala, tuvo la oportunidad de ser presidenta de esta Corporación.
Como concejala de Itagüí votó positivamente los proyectos de sus otros compañeros como: la gratuidad de la educación, las becas para los bachilleres, la erradicación del trabajo infantil, la estampilla pro adultos mayores, el plan municipal de cultura, el plan educativo municipal, el programa de alfabetización de adultos, el sistema de capacitación y estímulos para los empleados, entre otros. En la actualidad es concejal de Itagüí por el Partido Centro Democrático, gracias al estatuto de oposición, tras lograr en las elecciones locales de 2019 la segunda mejor votación para la Alcaldía.
Como concejala de Itagüí durante el año 2019 presentó el proyecto de acuerdo que crea la Comisión para la Equidad de la Mujer en el Concejo de Itagüí, acuerdo que fue aprobado por unanimidad por todos los corporados.

### Directora de Transporte y Tránsito de Antioquia
En agosto de 2012 fue designada como Directora Departamental de Transporte y Tránsito, allí realizó un trabajo encaminado a fortalecer la seguridad vial de Antioquia con la implementación de un Plan Departamental de Seguridad Vial. Entre agosto de 2013 y agosto de 2014 fue vocera de los organismos de tránsito del país, participando como presidenta del Capítulo Técnico de Autoridades de Tránsito de la Federación Colombiana de Municipios. Renunció a esta dependencia el 19 de septiembre de 2014 dejando al departamento una propuesta de Política Pública de Seguridad Vial.
Algunos logros como Directora de Tránsito fueron:
- Presentación de una Política Pública de Seguridad Vial para Antioquia[6]
- Reinicio de funciones en seguridad vial de la Dirección Departamental de Transporte y Tránsito
- Implementación del Plan Departamental de Seguridad Vial
- Implementación del Plan Departamental de Señalización Vial
- Reactivación de la Mesa Departamental de Seguridad Vial
- Creación de Mesas Municipales y Comités Subregionales de Seguridad Vial
- 302 Guías de la Seguridad Vial[7]
- Convenio de regulación y control vial con Policía de Tránsito y Transporte en 36 municipios del departamento[8]
- Trabajo con el Consejo Asesor y Consultivo de Tránsito y Transporte y secretarios de tránsito de Antioquia[9]
- Mejoramiento de la atención a la ciudadanía con infoturnos y la instalación del Banco Popular

## Candidatura a la alcaldía de Itagüí
Rosa Acevedo, fue candidata a la alcaldía del municipio de Itagüí en el año 2011.  Con la propuesta “Itagüí transformado con honestidad” logró obtener un total de 21.101 votos.
Acevedo fue la primera candidata a la Alcaldía de Itagüí inscrita con el aval de con más de 122.000 firmas el 25 de octubre de 2015. alcanzó la votación de 21.494 ciudadanos como candidata a la Alcaldía de Itagüí por el grupo significativo de ciudadanos Podemos Más, logrando así la segunda votación más alta en la ciudad.
En el año 2019, fue candidata por tercera oportunidad a la alcaldía de Itagüí en las elecciones de octubre de 2019, logró la segunda votación más alta con 23.496 votos.

## Escritos
Rosa Acevedo se ha destacado como columnista de opinión sobre temas de interés nacional y local en los portales: Las2Orillas, ConLaOrejaRoja y AlPoniente.

## Reconocimientos
- El 28 de mayo de 2011 recibió la distinción de honor de la Sociedad Colombiana de Acuicultura Ornamental.
- En el marco de la celebración de los 300 años de El Peñol, el 29 de junio de 2014 recibió de manos del alcalde Fredy de Jesús Ocampo Gómez la estatuilla del Tomatero por su trabajo por la seguridad vial en el departamento de Antioquia.
- El 15 de septiembre de 2014 recibió de la Gobernación de Antioquia la Medalla Secretaría de Gobierno y Apoyo Ciudadano por liderar la estrategia de seguridad vial del departamento de Antioquia y por su labor incansable y ejercicio transparente de la función pública.
- El alcalde de Titiribí Diego Montoya Taborda le hizo entrega de un reconocimiento el 15 de septiembre de 2014 a nombre de los alcaldes del departamento por sus aportes a la seguridad vial de los municipios del departamento de Antioquia.